# Малалберго
Малалбѐрго (на италиански: Malalbergo, на местен диалект Malalbêrg, Малалберг) е община в северна Италия, провинция Болоня, регион Емилия-Романя. Разположено е на 12 m надморска височина. Населението на общината е 8827 души (към 2011 г.).
Административен център на общината е малко градче Алтедо (Altedo).